# Patrick Monckton
Patrick Monckton (* 9. Juni 1947 in Ungarn; † 16. Dezember 2020 in London, England) war ein britischer Schauspieler.

## Leben
Monckton wurde 1947 in Ungarn geboren. Ab Anfang der 1970er Jahre übernahm er verschiedene Charakterrollen in britischen Fernseh- und Filmproduktionen. Er verkörperte unter anderen Episodenrollen in den britischen Fernsehserien Der Aufpasser, Agatha Christie’s Poirot, Coronation Street, Dinotopia, Casualty oder Genie in the House. 1982 spielte er in Der dunkle Kristall eine Sprechrolle. Er wirkte 2005 in Mord im Pfarrhaus an der Seite von Rowan Atkinson mit. Im selben Jahr verkörperte er eine größere Rolle im Katastrophenfilm Erdbeben – Wenn die Erde sich öffnet....
Er verstarb im Alter von 73 Jahren in London.

## Filmografie
- 1973: Assassin
- 1977: BBC2 Play of the Week (Fernsehserie, Episode 1x01)
- 1977: Out of the Past (Fernsehserie, Episode 4x03)
- 1978: Play for Today (Fernsehserie, Episode 8x12)
- 1981: Wiedersehen mit Brideshead (Brideshead Revisited) (Mini-Serie, Episode 1x07)
- 1982: Der dunkle Kristall (The Dark Crystal) (Sprechrolle)
- 1983: Potter (Fernsehserie, Episode 3x06)
- 1984: Der Aufpasser (Minder) (Fernsehserie, Episode 4x06)
- 1984: Juliet Bravo (Fernsehserie, Episode 5x12)
- 1984: The Secret Servant (Fernsehserie, 2 Episoden)
- 1987: The Growing Pains of Adrian Mole (Fernsehserie, Episode 1x05)
- 1988: Hanna's War
- 1988: The First Kangaroos
- 1988: Robinson Crusoe – Reise ins Abenteuer (Crusoe)
- 1989: Agatha Christie’s Poirot (Fernsehserie, Episode 1x06)
- 1989: Jim Bergerac ermittelt (Bergerac, Fernsehserie, Episode 7x08)
- 1989: Shadow of the Noose (Mini-Serie, Episode 1x07)
- 1989: Alfred Hitchcock zeigt (Alfred Hitchcock Presents) (Fernsehserie, Episode 4x16)
- 1989: McCloud rechnet ab (The Return of Sam McCloud) (Fernsehfilm)
- 1989–2004: The Bill (Fernsehserie, 5 Episoden)
- 1990: Woof! (Fernsehserie, Episode 2x06)
- 1990: Dracula ist wieder da (Dracula: The Series) (Fernsehserie, 2 Episoden)
- 1991: Sherlock Holmes und die Primadonna (Sherlock Holmes and the Leading Lady)
- 1991: An Actor's Life for Me (Fernsehserie, Episode 1x05)
- 1992: The Brittas Empire (Fernsehserie, Episode 2x03)
- 1992: Moon and Son (Fernsehserie, 2 Episoden)
- 1992: The Upper Hand (Fernsehserie, Episode 4x10)
- 1994: So Haunt Me (Fernsehserie, Episode 3x05)
- 1994–1996: Kung Fu – Im Zeichen des Drachen (Kung Fu – The Legend Continues) (Fernsehserie, 2 Episoden)
- 1997: Touching Evil (Fernsehserie, Episode 1x06)
- 1997: Ein Fall für die Borger (The Borrowers)
- 1998: Coronation Street (Fernsehserie, Episode 1x4467)
- 1998: The Cask of Amontillado (Kurzfilm)
- 1999: Was geschah mit Harold Smith? (Whatever Happened to Harold Smith?)
- 2002: Dinotopia (Mini-Serie, Episode 1x03)
- 2004: Rosemary & Thyme (Fernsehserie, Episode 2x01)
- 2005: Erdbeben – Wenn die Erde sich öffnet... (Nature Unleashed: Earthquake)
- 2005: Casualty (Fernsehserie, Episode 19x41)
- 2005: Bleak House (Mini-Serie, Episode 1x09)
- 2005: Mord im Pfarrhaus (Keeping Mum)
- 2007: The History of Mr Polly (Fernsehfilm)
- 2008: Genie in the House (Fernsehserie, Episode 2x26)